# روسولا كثيفة الأوراق
روسولا كثيفة الأوراق (الاسم العلمي: Russula densifolia) هي نوع من الفطريات تتبع جنس الروسولا من الفصيلة الروسولية.